# Perkinsozoa
Die Perkinsozoa sind einzellige Protisten, die als intrazelluläre Parasiten in einer Vielzahl von Wirtsorganismen leben. Das Taxon besteht monotypisch aus der einzigen Klasse Perkinsea und ist selbst Mitglied der Dinozoa zusammen mit den Dinoflagellaten, ihren nächsten Verwandten. Die Dinozoa gehören wiederum zu den Myzozoa innerhalb der eukaryotischen Übergruppe Alveolata, zusammen mit den Apicomplexa und weitern kleineren Gruppen.
Die Perkinsozoa leben in aquatischen Umgebungen, ihre Wirte sind unter den Dinoflagellaten und verschiedenen Tieren zu finden.

## Beschreibung
Alle bekannten Perkinsozoa sind intrazelluläre Parasiten einer Reihe von Wirtsorganismen, insbesondere von Mikroalgen und Tieren.
Die Arten der Familien Parviluciferaceae und Pararosariidae, sowie der Gattung Maranthos sind Parasiten von Dinoflagellaten; die Rastrimonas-Arten parasitieren auf Cryptophyta-Algen. Die Familien Xcellidae, Perkinsidae und die Gattung Acrocoelus sind Parasiten verschiedener Tiere wie Fische, Muscheln respektive Eichelwürmern.
Perkinsozoa kommen in aquatischer Umgebung vor, sowohl im Meer! als auch im Süßwasser.

## Systematik und Phylogenie

### Geschichte der Systematik
Die Perkinsea wurden 1978 von Norman D. Levine als Klasse innerhalb der Alveolata erstbeschrieben.
Levine schloss damals nur eine einzige Gattung, Perkinsus, ein, die in derselben Veröffentlichung erstbeschrieben wurde.
Später behandelte derselbe Autor diese Gruppe aber als Klasse Perkinsasida innerhalb des Phylums Apicomplexa, indem er vorschlug, dass Perkinsus der primitivste Vertreter der Apicomplexa ist.
Diese Einordnung war jedoch umstritten und wurde später durch phylogenetische Analysen widerlegt, die eine größere evolutionäre Nähe zu den Dinoflagellaten als zu den Apicomplexa nachwiesen.
Mit der Entdeckung der Gattung Parvilucifera 1999 richteten die Biologen Fredrik Norén und Øjvind Moestrup für die Klasse Perkinsea ein eigenes neues Phylum (Stamm) Perkinsozoa innerhalb der Alveolata ein, um beide Gattungen unterzubringen.
Im Jahr 2002 wurde eine dritte Gattung, Cryptophagus (inzwischen umbenannt in Rastrimonas), erstbeschrieben. Da sie jedoch nicht genetisch sequenziert wurde, ist ihre phylogenetische Position unsicher.
Im Jahr 2014 wurde dem Phylum von Thomas Cavalier-Smith eine neue Klasse hinzugefügt, die Squirmidea.
Spätere phylogenetische Analysen zeigten jedoch, dass Squirmidea enger mit der Gruppe der Apicomplexa und den Colpodellida (Chrompodellida) verwandt sind als mit Dinoflagellaten und Perkinsea! sodass ihr Status als Klasse der Perkinsozoa abgelehnt wurde. Damit blieben die Perkinsea als einzige Klasse der Perkinsozoa übrig.

### Abstammung der Perkinsozoa
Die Perkinsozoa sind eine monophyletische Gruppe (oder Klade) der Alveolata, einer großen Gruppe ökologisch vielfältiger Protisten mit den Dinoflagellaten, Wimpertierchen (Ciliata oder Ciliophora), Apicomplexa und Chrompodellida, die alle durch das ihre unter der Zellmembran befindlichen („kortikalen“) flachen Vakuolen gekennzeichnet sind, die Alveolen genannt werden.
Die Perkinsozoa sind die Schwestergruppe der Dinoflagellaten und bilden zusammen eine Dinozoa genannte Klade.
Die Dinozoa bilden zusammen mit den Apicomplexea und ihren engsten Verwandten eine Myzozoa genannte Organismengruppe.

### Innere Systematik und Phylogenie
Mit Stand 2023 ist die Klassifizierung der Perkinsozoa auf der Ebene von Ordnungen nach wie vor nicht eindeutig, und die Perkinsozoa-Ordnungen werden daher nur sehr spärlich verwendet.
Insbesondere die Familien Pararosariidae und Parviluciferaceae sind ohne zugewiesene Ordnung.
Zwar hatte Thomas Cavalier-Smith als einziger Autor die Gattung Parvilucifera früher zusammen mit Rastrimonas in die Ordnung Rastrimonadida gestellt; dies wurde aber von keinem anderen Autor unterstützt.
Sowohl die Ordnung Rastrimonadida als auch die Gattung Rastrimonas werden aufgrund fehlender molekularer Daten nicht in die aktuelle Klassifizierung aufgenommen.
Auch die Gattung Acrocoelus, von Cavalier-Smith 2004 direkt (ohne Familie) einer Ordnung Acrocoelida zugeordnet, wird aufgrund fehlender molekularer Daten ausgeschlossen (Stand 2019).
Auch die Gattung Maranthos wird, obwohl genetisch sequenziert, keiner Familie oder Ordnung zugeordnet (Stand 2021).
Die übrigen Gruppen, wie die Familien Perkinsidae und Xcellidae, werden von einigen Autoren der Ordnung Perkinsida zugeordnet, während andere als ihr Elterntaxon direkt Perkinsea angeben.
Außerdem werden taxonomische Ränge (wie Familie, Ordnung, Klasse …) meist weggelassen, und nur „Kladen“ verwendet (Adl et al., 2019)
Nachfolgend ist das allgemein akzeptierte Schema dargestellt, wobei Taxa auf Ordnungsebene weggelassen sind:

#### Liste
Perkinsozoa Norén & Moestrup, 1999(N): Perkinsea Levine 1978 [Perkinsasida Levine, 1978]
- Familie Pararosariidae Jeon & Park 2021[6]
  - Pararosarium Jeon & Park 2021(N)
    - Pararosarium dinoexitiosum Jeon & Park 2021(N) [Perkinsozoa sp. BSJeon-2021a(N)]

- Familie Parviluciferaceae Reñé & Alacid 2017[5](N) (bei NCBI ohne Gattung Parvilucifera)
  -  ?Dinovorax Reñé & Alacid 2017(N)
    - Dinovorax pyriformis Alacid & Reñé 2017(N) [Perkinsidae sp. AR-2017a(N)]

  -  ?Parvilucifera Norén & Moestrup 1999[1] (bei NCBI zr Familie Perkinsidae)
    - Parvilucifera catillosa Alacid & Rene, 2020(N) [Parvilucifera sp. ARe-2020a(N)]
    - Parvilucifera corolla Rebe, Alacid, Figueroa, Rodriguez, Garces 2017(N)
    - Parvilucifera infectans Noren & Moestrup, 1999(N)
    - Parvilucifera multicavata Jeon & Park, 2020(N) [Parvilucifera sp. BSJ-2020a(N)]
    - Parvilucifera prorocentri Hoppenrath & Leander, 2009[24](N)
    - Parvilucifera rostrata Karpov & Guillou 2013(N)
    - Parvilucifera sinerae Figueroa & Garces 2008(N) [Parvilucifera sp. RRF-2008(N)]

  -  ?Snorkelia Reñé & Alacid 2017(N)
    - Snorkelia prorocentri (B.S.Leander & Hoppenrath) Reñé & Alacid 2017(A)

  - Tuberlatum Jeon & Park 2018/2019[25](N)
    - Tuberlatum coatsi Jeon & Park 2018/2019[25](N) [Perkinsozoa sp. BSJ-2018a(N)]
    - Tuberlatum sp. SantPol2018(N)

- Familie Perkinsidae Levine 1978[2](N) (zur Familie Parviluciferaceae?)
  -  ?Parvilucifera Noren, Moestrup & Rehnstam-Holm, 1999(N) bzw. Noren & Moestrup, 1999(N)
    - siehe Fammilie Parviluciferaceae

  - Perkinsus Levine 1978[2]
    - Perkinsus beihaiensis Moss, Xiao, Dungan & Reece, 2008(N)
    - Perkinsus chesapeaki McLaughlin, Tall, Shaheen, El Sayed & Faisal, 2000(N) [Perkinsus andrewsi Coss, Robledo, Ruiz & Vasta 2001,(N) Perkinsus sp. ATCC 50807(N) ]
    - Perkinsus honshuensis Dungan & Reece, 2006(N)
    - Perkinsus marinus (Mackin, H. M. Owen & Collier) Levine, 1978(N)
    - Perkinsus mediterraneus Casas, Grau, Apakupaku, Azevedo & Villalba, 2004(N)
    - Perkinsus olseni Azevedo 1989(N) [Perkinsus olsenii R. J. G. Lester & G. H. G. Davis(A), Perkinsus atlanticus(N)]
    - Perkinsus qugwadi Blackbourn, Bower & Meyer, 1998(N)
    - Perkinsus sp. …(N) (ca. 56 nicht-klassifizierte Isolate/Stämme als weitere mögliche Spezies der Gattung)

  - ohne Gattungszuweisung
    - Perkinsidae sp. chabelardi(N)
- Familie Xcellidae Freeman et al. 2017 em. Karlsbakk, Nystøyl, Plarre & Nylund 2021[22](N) [X-cell parasites]
  - Cryoxcellia Evans, Patel, Matzke & Millar 2023[21](N)
    - Cryoxcellia borchgrevinki Evans, Patel, Matzke & Millar, 2023(N) [Xcellidae sp. CDMillar-2023a(N)]

  - Gadixcellia Freeman et al. 2017[7](N)
    - Gadixcellia gadi Freeman et al., 2017(N) [Gadus morhua X-cell parasite(N)]

  - Notoxcellia Desvignes et al. 2022[23](N)
    - Notoxcellia coronata Desvignes et al., 2022(N) [Xcellidae sp. TDesvignes-2021a(N)]
    - Notoxcellia picta Desvignes et al., 2022(N) [Xcellidae sp. TDesvignes-2021b(N)]

  - Salmoxcellia Karlsbakk, Nystøyl, Plarre & Nylund 2021[22](N)
    - Salmoxcellia vastator Karlsbakk, Nystøyl, Plarre & Nylund, 2021(N)

  - Xcellia Freeman et al. 2017[7](N)
    - Xcellia lamelliphila Freeman et al., 2017(N)
    - Xcellia pleuronecti Freeman et al., 2017(N)

  - ohne Gattungszuweisung
    - Acanthogobius flavimanus X-cell parasite(N)
    - Hippoglossoides dubius X-cell parasite(N)
    - Limanda limanda X-cell parasite(N)
    - Pseudopleuronectes obscurus X-cell parasite(N)
    - Trematomus bernacchii X-cell parasite(N)

- ohne Familienzuweisung
  - Dermomycoides Granata 1919
    - Dermomycoides beccarii Granata 1919
    - Dermomycoides armoriaca R. A. Poisson 1936 [Dermomycoides armoriacus R. A. Poisson 1936][26]

  - Maranthos Alacid & Reñé 2021[20]
    - Maranthos nigrum Alacid & Reñé 2021[20]

  - 'NAG01'-Klade[27][6]

Wie oben erwähnt, sind einige Gattungen nicht eindeutig zuzuordnen, da sie nie genetisch sequenziert wurden, sie wurden lediglich aufgrund ihrer Morphologie zu den Perkinsozoa bzw. Perkinsea gestellt:
- Rastrimonas Brugerolle 2003 [Cryptophagus Brugerolle 2002]
- Acrocoelus Fernández, Pardos, Benito & Arroyo 1999

(N) – gelistet in der Taxonomie des National Center for Biotechnology Information (NCBI), in der Regel aufgrund vorliegender DNA- oder Protein-Sequenz.
(A) – nur in der AlgaeBase